# Guillermo Larios
Guillermo Larios (Santiago de Chile, Chile, 11 de mayo de 2002) es un futbolista chileno-peruano. Juega de delantero o extremo y su equipo actual es Alianza Atlético Sullana de la Liga 1.

## Trayectoria
Fue formado en las divisiones menores de Universitario de Deportes. Luego de estar entrenando con el plantel principal desde noviembre de 2020, firmó su primer contrato profesional con el club merengue. Debutó oficialmente el 19 de marzo de 2021 frente a la Academia Deportiva Cantolao. Disputó 17 partidos en todo el año, dos de ellos de titular.
En el año 2022 careció de oportunidades por el bueno momento de Alex Valera y Alexander Succar, anotó su primer gol como profesional en la última fecha del Torneo Clausura frente a la Universidad Técnica de Cajamarca en el Estadio Héroes de San Ramón. Al finalizar el torneo fue uno de los jugadores que no fue renovado por el club, quedando como jugador libre. En diciembre de 2022 fue fichado por Alianza Atlético Sullana.

## Estadísticas

### Clubes
Actualizado de acuerdo al último partido jugado el 7 de marzo de 2024.
| Universitario de Deportes · Perú | 1.ª           | 2021          | 14 | 0 | 0 | 1 | 0 | 0 | 2 | 0 | 0 | 17 | 0 | 0 |
| Universitario de Deportes · Perú | 1.ª           | 2022          | 12 | 1 | 0 | — | — | — | 0 | 0 | 0 | 12 | 1 | 0 |
| Universitario de Deportes · Perú | Total club    | Total club    | 26 | 1 | 0 | 1 | 0 | 0 | 2 | 0 | 0 | 29 | 1 | 0 |
| Alianza Atlético · Perú          | 1.ª           | 2023          | 30 | 4 | 5 | — | — | — | — | — | — | 30 | 4 | 5 |
| Alianza Atlético · Perú          | 1.ª           | 2024          | 5  | 0 | 0 | — | — | — | — | — | — | 5  | 0 | 0 |
| Alianza Atlético · Perú          | Total club    | Total club    | 35 | 4 | 5 | 0 | 0 | 0 | 0 | 0 | 0 | 35 | 4 | 5 |
| Total carrera                    | Total carrera | Total carrera | 61 | 5 | 5 | 1 | 0 | 0 | 2 | 0 | 0 | 64 | 5 | 5 |
| 1. 2.                            |               |               |    |   |   |   |   |   |   |   |   |    |   |   |